# ブルーノ・マルティニ
ブルーノ・マルティニ（Bruno Martini, 1962年1月25日 - 2020年10月20日）はフランス、ニエーヴル県シャリュイ出身のサッカー選手。ポジションはゴールキーパー。
プロキャリアのうち13年間をAJオセールで過ごした。またフランス代表としても31試合に出場し、UEFA欧州選手権にも2度（1992年、1996年）代表に選ばれている。

## 経歴
JSAニエーヴルなどのユースで育ち、1981年にAJオセールでプロキャリアをスタートさせる。当初はほとんど出場機会はなく1983年にASナンシーへレンタルされるも、復帰後はパリ・サンジェルマンFCへ移籍したジョエル・バツに代わって定位置を獲得し、リーグ・アン322試合に出場した。
1995-96シーズン前に退団し、4年間モンペリエHSCでプレーした後1999年に引退。引退後は、代表のゴールキーパーコーチを務めた。レキップ紙からは1977-2007年の期間でのAJオセールにおけるベストイレブンに選ばれた。